# Emmanuel Quezada
Emmanuel Amaurys Quezada Martínez, más conocido como Manny Quezada (Washington Heights, Nueva York; 13 de abril de 1985), es un baloncestista dominico-estadounidense que en la actualidad milita en el 1 de Agosto de Angola. Con 1,90 metros de estatura, juega en la posición de escolta.

## Trayectoria deportiva

### Profesional
Quezada comenzó su carrera profesional en 2010 en la República Dominicana, donde jugó para los Tiburones de Puerto Plata de la Liga Nacional de Baloncesto de la República Dominicana.
En agosto de 2010, firmó con el Baloncesto León de la Liga Española de Baloncesto Oro, donde pasó dos temporadas siendo uno de los mejores anotadores de la liga.
Tras realizar un buen papel en la LEB Oro en León, el estadounidense nacionalizado dominicano fichó por el entonces Club Joventut de Badalona de la Liga ACB en el que promedió 8'6 puntos y fue titular en la mitad de los partidos de aquella campaña. En la primera jornada, en la que se fue hasta los 27 puntos y 31 de valoración, parecía que estábamos ante una de las grandes revelaciones de la Liga Endesa, pero todo se quedó en un espejismo: se quedó en un pobre 4'7 de valoración y el club verdinegro decidió no renovarlo.
En noviembre de 2013 se marcharía a Brasil para jugar en las filas del São José, en la NBB.
Para la temporada 2014/2015, dio el salto a Angola, jugando dos temporadas con Petro de Luanda y consiguiendo el título de liga en la primera de ellas. En 2016 firmó con 1 de Agosto, con los que alcanzó las semifinales, y se ganó la renovación para la siguiente temporada
En las filas del equipo angoleño durante la temporada 2018-19, ayudó a clasificarse para la siguiente fase de la Africa Basketball League 2019, quedando primeros del grupo C y Quezada promediaría 11,3 puntos y 3,3 asistencias por encuentro.

## Perfil del jugador
Quezada tiene un portentoso físico que le permite desequilibrando desde el puesto de escolta por velocidad. Es un gran tirador y se puede crear sus propios tiros tanto en individual, como saliendo de bloqueos directos. En defensa se vale de su físico para destacar en el robo de balón y en la defensa del 1 contra 1.